# Aleksandrówka (Janów Lubelski)
Pour les articles homonymes, voir Aleksandrówka.
Aleksandrówka (prononciation : [alɛksanˈdrufka]) est un village polonais de la gmina de Batorz dans le powiat de Janów Lubelski de la voïvodie de Lublin dans l'est de la Pologne.
Il se situe à environ 4 kilomètres au nord-ouest de Batorz (siège de la gmina), 18 kilomètres au nord de Janów Lubelski (siège du powiat) et 43 kilomètres au sud de Lublin (capitale de la voïvodie).
Le village compte approximativement une population de 420 habitants en 2005.

## Histoire
De 1975 à 1998, le village est attaché administrativement à la voïvodie de Tarnobrzeg.

Depuis 1999, il fait partie de la voïvodie de Lublin.